# Grindle Rock
Grindle Rock är en klippa i Sydgeorgien och Sydsandwichöarna (Storbritannien). Den ligger i den sydöstra delen av Sydgeorgien och Sydsandwichöarna. Grindle Rock ligger 238 meter över havet.
Terrängen runt Grindle Rock är varierad. Havet är nära Grindle Rock åt sydväst.  Trakten runt Grindle Rock är nära nog obefolkad, med mindre än två invånare per kvadratkilometer. Det finns inga samhällen i närheten. Trakten runt Grindle Rock är permanent täckt av is och snö.